# Delta Lloyd Groep
Delta Lloyd Groep är ett nederländskt försäkringsbolag med verksamhet i Nederländerna, Belgien och Tyskland. Den består av Delta Lloyd, Ohra och ABN Amro Verzekeringen tillsammans med några mindre banker. Företaget är 6:e försäkringsgivaren i Nederländerna med en marknadsandel på cirka 8%.
Företaget ägs av Aviva (92%) och den nederländska stiftelsen Nuts Ohra (8%).